# Бобчев, Стефан
Стефан Савов Бобчев (2 февраля 1853, Елена — 8 сентября 1940, София) — болгарский юрист, журналист и политик, член Народной партии Болгарии.

## Биография
Родился в городе Елена, когда Болгария ещё была частью Османской империи. С 1868 года учился в военном училище в Стамбуле, а в мае 1876 года после Апрельского восстания эмигрировал сначала в Одессу, затем в Бухарест. В Бухаресте он стал редактором газеты «Стара планина», выходившей два раза в неделю с 19 августа 1876 по 2 августа 1877 года; писал под псевдонимом С. Бежан. Во время Русско-турецкой войны 1877 — 1878 годов был военным корреспондентом газеты «Русский мир». Позже Бобчев был назначен чиновником по особым поручениям в администрации Временного правительства, установленной российскими войсками. На рубеже 1880-х годов опубликовал несколько работ на основе своих воспоминаний о войне.
В конце войны Бобчев отправился в Москву, где в 1880 году окончил юридический факультет Московского университета. После возвращения в Болгарию он поселился в Пловдиве, где он стал судьёй и дослужился до должности президента Верховного административного суда Восточной Румелии, затем став заместителем (1883 — 1884) и министром юстиции (1884 — 1885) Восточной Румелии. С 1881 почётный, а с 1884 года - полноправный член Болгарского научного общества (ныне Болгарская академия наук). После объединения страны работал юристом, а после попытки пророссийского переворота в стране жил некоторое время в Одессе (1886 — 1889).
С 1894 года Стефан Бобчев активно участвовал в работе Народной партии и неоднократно избирался депутатом, а в 1899 году навсегда поселился в Софии. Здесь он стал основателем и президентом (1901 — 1921) Ассоциации болгарских публицистов и писателей, а в 1903 — 1940 годах был председателем Славянского общества. В 1902 — 1935 годах он преподавал историю права и каноническое право в Софийском университете св. Климента Охридского. Бобчев стал почётным членом Югославской академии наук и искусств в Загребе в 1909 году и Чешской академии наук и искусств в Праге в 1910 году.
В 1911 — 1912 годах Бобчев был министром образования в правительстве Ивана Евстатиева Гешова. В 1912 — 1913 годах был послом Болгарии в России. Его деятельность в этот период была осуждена третьим государственным судом в 1923 году. В 1920 году основал Свободный университет политических и экономических наук, оставаясь его ректором до 1937 года. Умер в Софии.